# Sant Gervasi de Cassoles

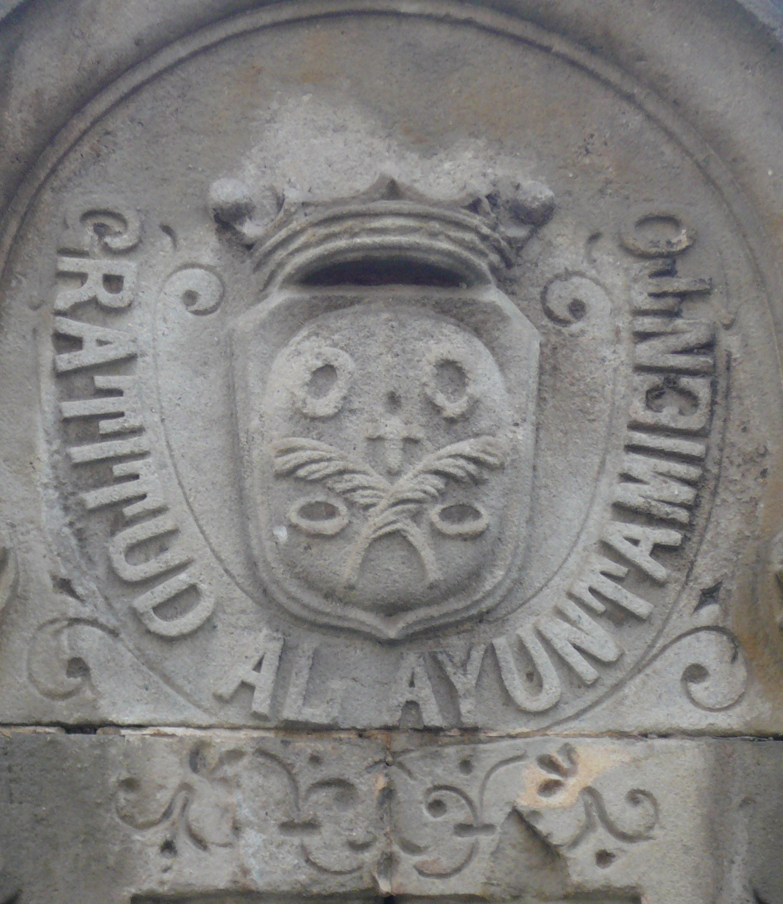
Blason de Sant Gervasi sur la fontaine de la place Molina.

Sant Gervasi de Cassoles est une ancienne commune absorbée par Barcelone en 1897. Elle s'étendait sur la majeure partie de ce qui est aujourd'hui le cinquième district de Barcelone, entre les villes alors indépendantes de Sarrià, les Corts de Sarrià, Gràcia et Horta. 

## Toponyme
Le nom de Sant Gervasi correspond au saint auquel était dédiée une chapelle ou église rurale signalée à partir de 987 sous les termes d'église de saint Gervais et saint Protais, jumeaux martyrs. (Sant Gervasi i Protasi). 
Le terme de Cassoles a plusieurs explications possibles. Ce serait une dérivation de cases soles, maisons seules. Le recensement de 1359 indique en effet un groupe 7 maisons éloignées.
La seconde possibilité serait une déformation de casules (petites maisons). 

## Histoire
La chapelle de Saint-Gervais-et-Saint-Protais est située sur l'actuelle église de la bonne nouvelle et a changé de nom au XVIIIe siècle.
À côté de l'église et du chemin qui y mène (rue de Sant Gervasi de Cassoles) se trouve le noyau primitif du village.

## Personnalités liées à Sant Gervasi
- Joan Gamper (1877-1930), joueur suisse de football, fondateur et huitième président du FC Barcelone, a résidé dans le quartier[2];
- Maria Molins (1973-), actrice, est née à Sant Gervasi[3].

### Liens
- Notice dans un dictionnaire ou une encyclopédie généraliste :   - Gran Enciclopèdia Catalana
- Notices d'autorité :   - VIAF